# حامد الخاطری
حامد الخاطری (انگلیسی: Hamed Al-Khatri؛ زادهٔ ۲۴ مهٔ ۱۹۸۵)  تیرانداز اهل عمان است. وی در بازی‌های المپیک تابستانی ۲۰۱۶ و ۲۰۲۰ شرکت کرده‌است.